# Cryptophleps papuanus
Cryptophleps papuanus är en tvåvingeart som beskrevs av Patrick Grootaert och Henk J.G. Meuffels 1987. Cryptophleps papuanus ingår i släktet Cryptophleps och familjen styltflugor. Inga underarter finns listade i Catalogue of Life.